# Нусплінген
Нусплінген (нім. Nusplingen) — громада в Німеччині, знаходиться в землі Баден-Вюртемберг. Підпорядковується адміністративному округу Тюбінген. Входить до складу району Цоллернальб.
Площа — 20,75 км2. Населення становить 1852 ос. (станом на 31 грудня 2020).